# Хлюдне
Хлюдне (пол. Chludnie) — село в Польщі, у гміні Малий Плоцьк Кольненського повіту Підляського воєводства.
Населення — 252 особи (2011).
У 1975-1998 роках село належало до Ломжинського воєводства.

## Демографія
Демографічна структура станом на 31 березня 2011 року:
|          | Загалом | Допрацездатний вік | Працездатний вік | Постпрацездатний вік |
| -------- | ------- | ------------------ | ---------------- | -------------------- |
| Чоловіки | 120     | 25                 | 73               | 22                   |
| Жінки    | 132     | 25                 | 72               | 35                   |
| Разом    | 252     | 50                 | 145              | 57                   |